# ماری بارون
ماری بارون (هلندی: Marie Baron؛ ۵ فوریه ۱۹۰۸ – ۲۳ ژوئیه ۱۹۴۸) شناگر اهل هلند بود.
وی در مسابقات کشوری و بین‌المللی در مجموع برندهٔ ۱ مدال نقره شده‌است.